# Реакција Русије на самопроглашење независности Косова
Самопроглашење независности Косова од Србије донето је у недељу, 17. фебруара 2008. године, једногласно у Скупштини Косова. Свих 11 представника српске мањине бојкотовало је поступак. Међународна реакција је била помешана, а светска заједница је и даље подељена по питању међународног признања Косова. Реакција Руске Федерације на Декларацију о независности Косова из 2008. је снажно противљење.

## Реакција
У фебруару 2008. године руско Министарство спољних послова је изјавило да су „привремене институције самоуправе Косова прогласиле једнострано проглашење независности покрајине, чиме су прекршили суверенитет Републике Србије, Повељу Уједињених нација, Резолуцију СБ УН 1244, принципе Хелсиншког завршног акта, Уставног оквира Косова и споразума Контакт групе на високом нивоу“. Даље се наводи да Русија у потпуности подржава територијални интегритет Србије и да очекују да ће и Уједињене нације и НАТО „одмах предузети мере да испуне своје мандате које је одобрио Савет безбедности, укључујући поништавање одлука приштинских самоуправних институција и усвајање строгих административних мера против њих“. Такође је затражено да се одржи хитан састанак Савета безбедности УН на којем би се разговарало о том питању и да „они који размишљају о подршци сепаратизму треба да схвате какве опасне последице прете да имају њихове акције по светски поредак, међународну стабилност и ауторитет одлука Савета безбедности УН за чију изградњу су биле потребне деценије“. Руски председник Владимир Путин је признавање независности Косова од стране неколико великих светских сила описао као „страшан преседан, који ће де факто разбити цео систем међународних односа, развијан не деценијама, већ вековима”, и да „нису размишљали о резултатима онога што раде. На крају дана то је штап са два краја, а други крај ће се вратити и ударити их у лице."  Током званичне државне посете Србији након декларације, новоизабрани председник Русије Дмитриј Медведев поновио је подршку Србији и њеном ставу о Косову.
У марту 2008. Русија је рекла да је недавно насиље на Тибету повезано са признавањем независности отцепљене српске покрајине Косово од стране неких држава. Министар спољних послова Сергеј Лавров је у интервјуу за један руски лист такође повезао захтеве за већом аутономијом етничких Албанаца у Македонији са питањем Косова. Лавров је рекао: „Постоји основа за претпоставку да се то не дешава случајно. Видите шта се дешава на Тибету, како делују тамошњи сепаратисти. Албанци у Македонији већ траже ниво аутономије који је јасан корак ка независности. Штавише, догађаји у другим деловима света дају нам основ да претпоставимо да смо тек на почетку веома несигурног процеса.“ 
Путин је 23. марта 2008. године наредио хитну хуманитарну помоћ за енклаве косовских Срба. Косовски премијер Хашим Тачи успротивио се овом плану, наводећи да Русија може да пошаље помоћ само ако се то договори и координира са Владом у Приштини.
Председник Русије Дмитриј Медведев је 15. јула 2008. године изјавио у великом спољнополитичком говору „За ЕУ је Косово скоро оно што је Ирак за Сједињене Државе. Ово је најновији пример подривања међународног права“  .
Хашим Тачи је 19. фебруара 2009. објавио да Русија планира признање Косова. Министар Лавров је следећег дана узвратио речима „Мислим да се господин Тачи препушта жељама. Господин Тачи је последња особа која има право да даје изјаве у име Руске Федерације“ и да „руска страна у разговору о проблему Косова потврђује да наш став остаје исти и подржава решавање овог проблема у складу са Резолуцијом Савета безбедности 1244“. Наша подршка деловању Србије у одбрани њеног суверенитета и територијалног интегритета такође остаје чврста.“ 
Председник Медведев је 29. маја 2009. описао Србију као „кључног партнера” за Русију у југоисточној Европи и најавио „Намеравамо да наставимо да координирамо наше спољнополитичке потезе у будућности, укључујући и оне везане за решавање питања са Косовом”.
Руски амбасадор у Србији Александар Конузин рекао је једном београдском дневнику у јуну 2009. да је „став Русије прилично једноставан, спремни смо да подржимо било коју позицију Србије (по питању Косова)“.
У септембру 2009, Виталиј Чуркин је на новинарско питање зашто Абхазија и Јужна Осетија треба да буду међународно признате, а Косово не, рекао да је „најјачи аргумент чињеница да им у време када су косовске власти направиле декларацију нико није претио нити их стављао у положају где су морали да се отцепе. Напротив, Београд је чак отишао толико далеко да се уздржао од било каквог војног или економског притиска на Приштину“.
Амбасадор Конузин је 29. новембра 2009. рекао да ће Русија наставити да помаже Србији „да брани свој суверенитет и територијални интегритет“. Он је рекао и да „Косово одзвања у срцима свих Руса истим болом као и у вашим срцима“.
Током дебате пред МСП у децембру 2009, Русија је рекла да опште међународно право спречава Косово да прогласи независност и да народ Косова не ужива право на самоопредељење. Русија је одбацила и тврдње оних земаља које подржавају једнострану декларацију да међународно право „не регулише декларације о независности“ и подсетила да је Савет безбедности независност Северног Кипра и Родезије прогласио незаконитом, пошто је сецесија забрањена ван колонијалног контекста.
У марту 2014. Русија је искористила самопроглашење независности Косова као оправдање за признавање независности Крима, наводећи „преседан независности Косова“.
У септембру 2020, Косово и Србија су се договорили о економској нормализацији уз посредовање Доналда Трампа. Иако је Русија отворено подржавала Србију у вези са Косовом и још увек га одржава, Русија је такође поздравила нормализацију односа.